# Sticky (singolo)
Sticky è un singolo del rapper americano-canadese Drake, pubblicato il 21 giugno 2022, insieme all'altro singolo apripista Massive, come primo estratto dal settimo album in studio Honestly, Nevermind. Il testo della canzone è stato scritto dallo stesso Drake insieme al produttore Gordo e al cantante e produttore australiano Ry X.
Sticky è una delle due canzoni rap presenti sull'album di appartenenza, insieme a Jimmy Cooks, mentre il resto dei brani è indirizzabile principalmente al genere della deep house e della musica dance.

## Accoglienza
Tim Sendra, critico di AllMusic, ha definito Sticky come "la traccia più divertente" presente sull'album Honestly, Nevermind, descrivendola coma "pompante e influenzata dal sound della Bmore". Rolling Stone ha notato come la canzone fosse in linea con il tipico stile rap del cantante.

## Classifiche

### Classifiche settimanali
| Classifica (2022) | Posizione massima |
| ----------------- | ----------------- |
| Australia         | 15                |
| Canada            | 3                 |
| Francia           | 111               |
| Global 200        | 8                 |
| Grecia            | 18                |
| Irlanda           | 27                |
| Islanda           | 12                |
| Lituania          | 61                |
| Lussemburgo       | 23                |
| Nuova Zelanda     | 10                |
| Paesi Bassi       | 87                |
| Portogallo        | 22                |
| Regno Unito       | 30                |
| Stati Uniti       | 6                 |
| Sudafrica         | 2                 |
| Svezia            | 60                |
| Svizzera          | 59                |

### Classifiche di fine anno
| Classifica (2022)                 | Posizione |
| --------------------------------- | --------- |
| Canada                            | 69        |
| Stati Uniti Hot R&B/Hip-Hop Songs | 26        |
| Stati Uniti Rhytmic               | 39        |

## Date di pubblicazione
| Paese                 | Data           | Formato                | Fonte |
| --------------------- | -------------- | ---------------------- | ----- |
| Stati Uniti d'America | 21 giugno 2022 | Contemporary hit radio | [ 5 ] |